# Gerbido (Grugliasco)
Il Gerbido (Zèrb in piemontese) è una frazione del comune di Grugliasco, agli estremi confini della periferia sud-ovest di Torino, in Piemonte. 
I suoi confini sono :
- a est, dov'è concentrato il nucleo abitativo maggiore, con il quartiere di Torino Mirafiori Nord (rioni Città Giardino e Centro Europa)
- a sud con il quartiere di Torino Mirafiori Sud (da cui è diviso tramite Strada del Portone)
- ad ovest con Via Lidice e con il passante ferroviario (zona industriale di Grugliasco)
- a nord con Borgata Lesna di Grugliasco, da cui è separata tramite Corso Allamano.

Nata come territorio totalmente agricolo nel XVII secolo, la regione del Gerbo (così veniva chiamato anticamente) inizia nei secoli successivi ad essere interessata dalla costruzione di ville e palazzi della nobiltà e dell'alta borghesia piemontese. Tuttavia la zona rimane scarsamente popolata fino ai primi decenni del '900, conoscendo solo dalla seconda metà del secolo un'intensa urbanizzazione, seppur limitata alla fascia di confine orientale con Torino, ovvero in quella porzione di territorio compreso tra Via Crea, Corso Salvemini e i limiti di Mirafiori Nord.

## Documenti storici
I primi documenti che attestano l'esistenza del Gerbido sono del 1645, anno in cui avviene l'annessione del territorio al Comune di Grugliasco.

Intorno alla metà del XVIII secolo i terreni del Gerbido vengono poi a far parte del Feudo di Roccafranca, insieme a parte degli attuali quartieri torinesi Mirafiori Nord e Santa Rita, comprendendo la Cascina Giajone e la Villa Amoretti. Del Feudo rimane oggi il nome Roccafranca, attribuito alla seicentesca cascina Balard, situata nell'attuale Via Gaidano (continuazione torinese di Strada del Gerbido-Via Moncalieri) e riqualificata nel 2007 in centro culturale della Circoscrizione 2 di Torino.

I confini del Feudo di Roccafranca, anche detto Feudo del Gerbo, sono visibili nella Carta Corografica Dimostrativa del Territorio di Torino, realizzata dall'architetto Giovanni Lorenzo Amedeo Grossi a supporto della sua opera più importante, ovvero Guida alle cascine e vigne del territorio di Torino e' suoi contorni (1790).

La descrizione del Gerbido che il Grossi fa nel primo tomo della guida è: <<Regione infeudata posta sui confini di Torino, verso Grugliasco, con Chiesa in cui vi risiede un Cappellano. Ritrovasi alla destra della Strada d'Orbassano distante tre miglia da Torino, il di cui territorio da tal parte non è diviso regolarmente per essersi permesso nella divisione del medesimo dalla Comunità di Grugliasco, a' rispettivi possessori delle cascine né siti limitrofi di fissarsi a lor piacimento in che territorio volevano esser compresi, e né segni, che certe cascine concentrate nel territorio di Torino furon comprese in quello di Grugliasco e viceversa>>.

La frazione è citata successivamente anche nel Dizionario geografico-storico-statistico-commerciale degli stati del re di Sardegna (1841) a cura di Goffredo Casalis. In questo testo è presente una definizione del territorio di Grugliasco, nella quale il Gerbido è menzionato in tal modo: <<Gli è unita una frazione detta il Gerbido, distante un miglio, a scirocco, dal villaggio. Questa frazione è provveduta di una cappella, ov'è eretto un beneficio>>. Inoltre è descritta anche l'antica e tuttora esistente strada che attraversa la frazione, ovvero Strada del Gerbido, che poco prima del confine con Torino cambia nome in "via Moncalieri" per la sua antica direzione proprio verso il comune di Moncalieri. Tutto ciò si evince effettivamente dal testo di Casalis, che la descrive così: <<La terza [strada], a scirocco, detta del Gerbido, di non agevole tragitto, passa pel Gerbido, pel Lingotto, taglia la via di Pinerolo (attuale Via Nizza), la strada reale di Stupinigi (attuale Corso Unione Sovietica), e conduce pel tratto di miglia quattro a Moncalieri: è assai frequentata nei giorni di mercato>>.

## Origini del nome
Il toponimo "Gerbido" è molto diffuso nel nord Italia; un tempo, con questo termine si indicavano le terre più ventose e fredde (brughiera) e di conseguenza le più incolte. Allo stesso modo i termini Gerbo (antico nome della frazione), Gerbole (frazione del vicino comune di Rivalta di Torino), Gerbaia e Gerbaio assumono il significato di "sterpaglia", "erba di palude" o "luogo molto erboso".
Nonostante il significato negativo dal punto di vista agronomico, i primi contadini insediati in questo territorio riuscirono con impegno e dedizione a raggiungere ottimi risultati, in particolar modo nella coltivazione del ravanello, da cui deriva il nome della maschera cittadina Monsù Ravanin.

## Il termovalorizzatore

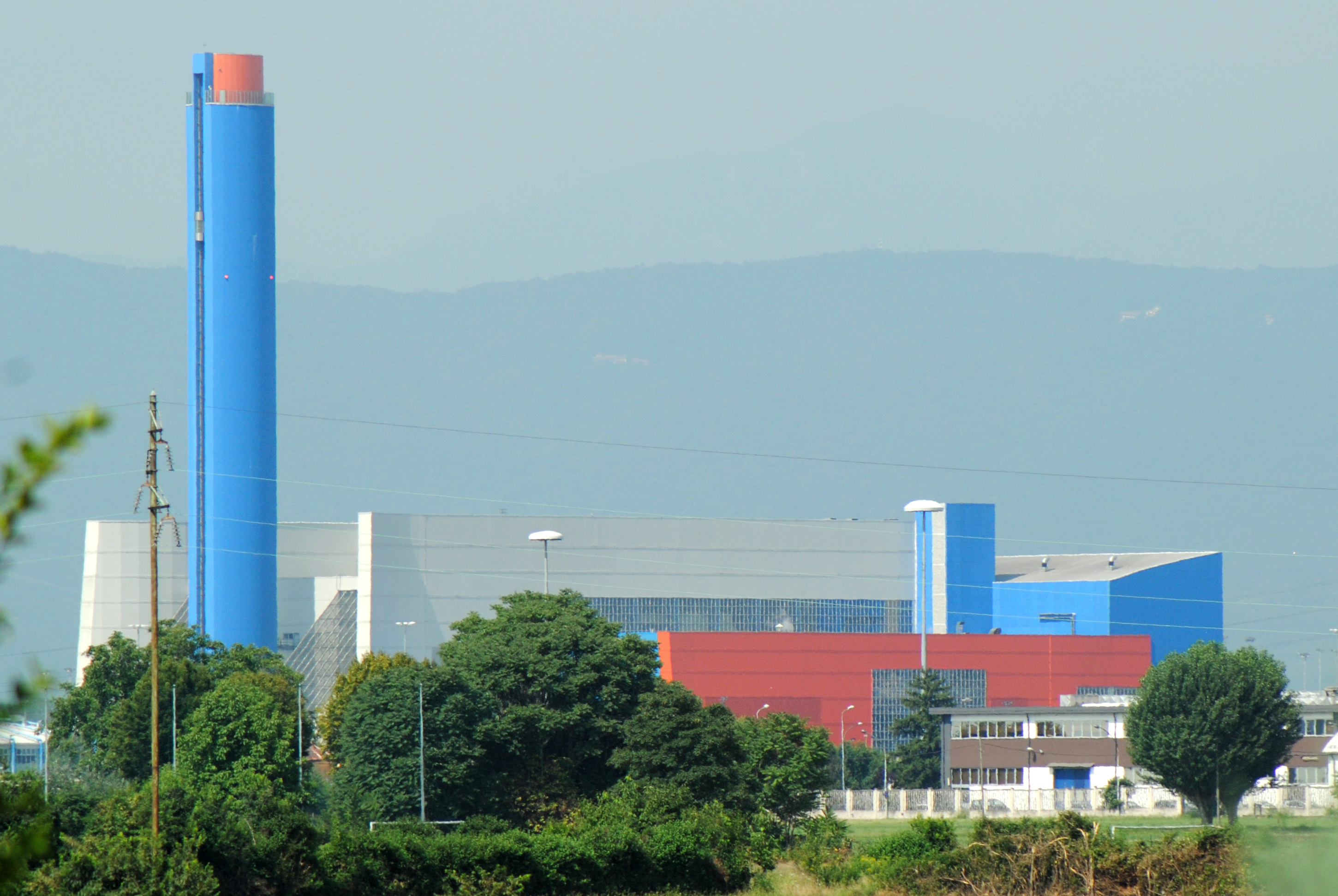
Il termovalorizzatore

Il territorio del Gerbido è noto per la presenza del termovalorizzatore per il trattamento dei rifiuti metropolitani, posto in realtà oltre al confine di Grugliasco e già sul territorio di Torino, ma comunemente noto come "Inceneritore del Gerbido". Per la precisione è situato tra il Cimitero Parco di Torino (a Sud) e la direttrice ferroviaria dell'Interporto S.i.to (a Nord), al di là della quale è posta la bellissima e antica Cascina Bellezia.

Entrato in funzione nell'Aprile del 2013, la sua costruzione è stata accompagnata da diverse polemiche sulla sua compatibilità ambientale da parte di alcuni gruppi di ambientalisti, partiti politici e cittadini non solo grugliaschesi.

## Monumenti e luoghi d'interesse

### Chiesa dello Spirito Santo

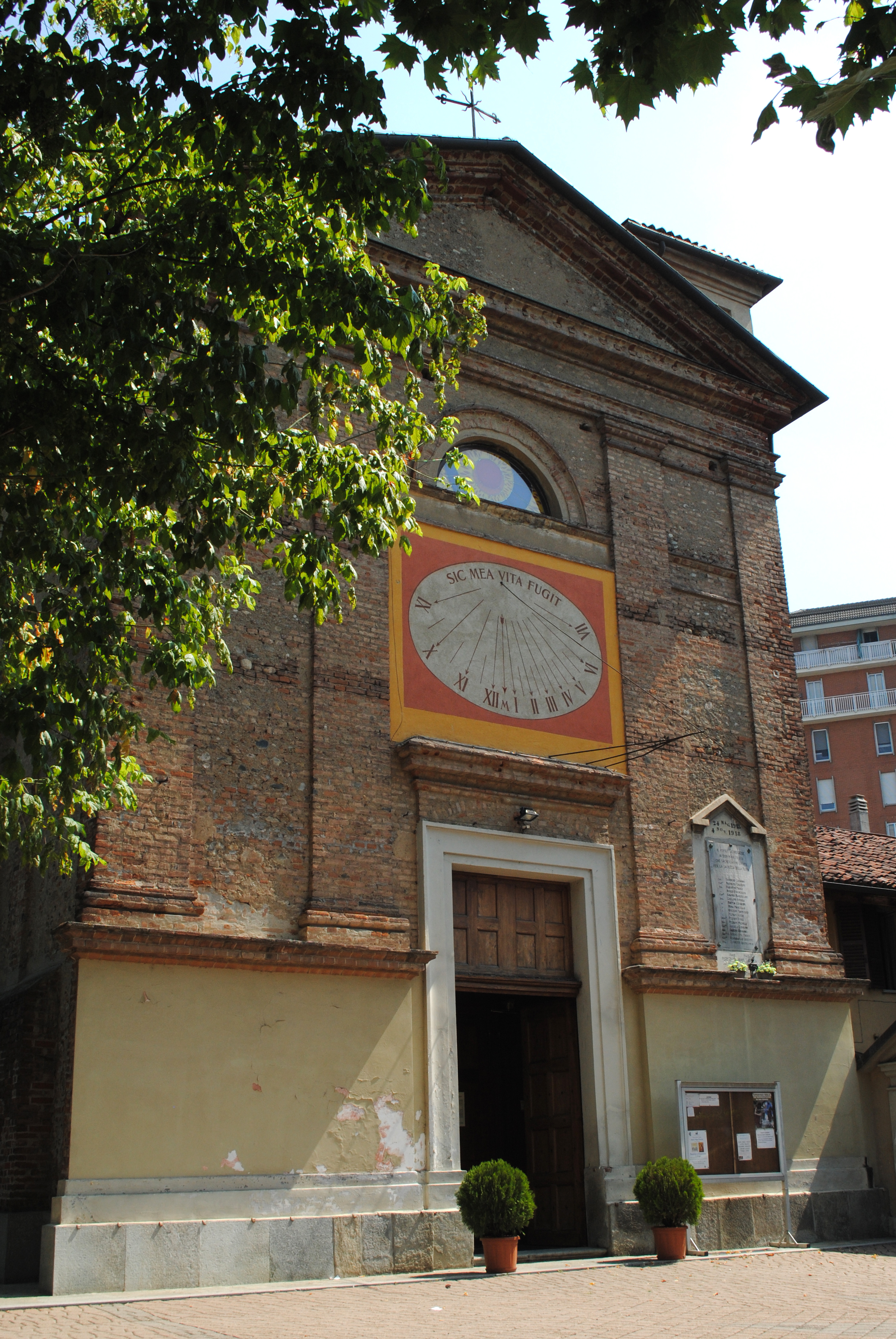
Chiesa dello Spirito Santo

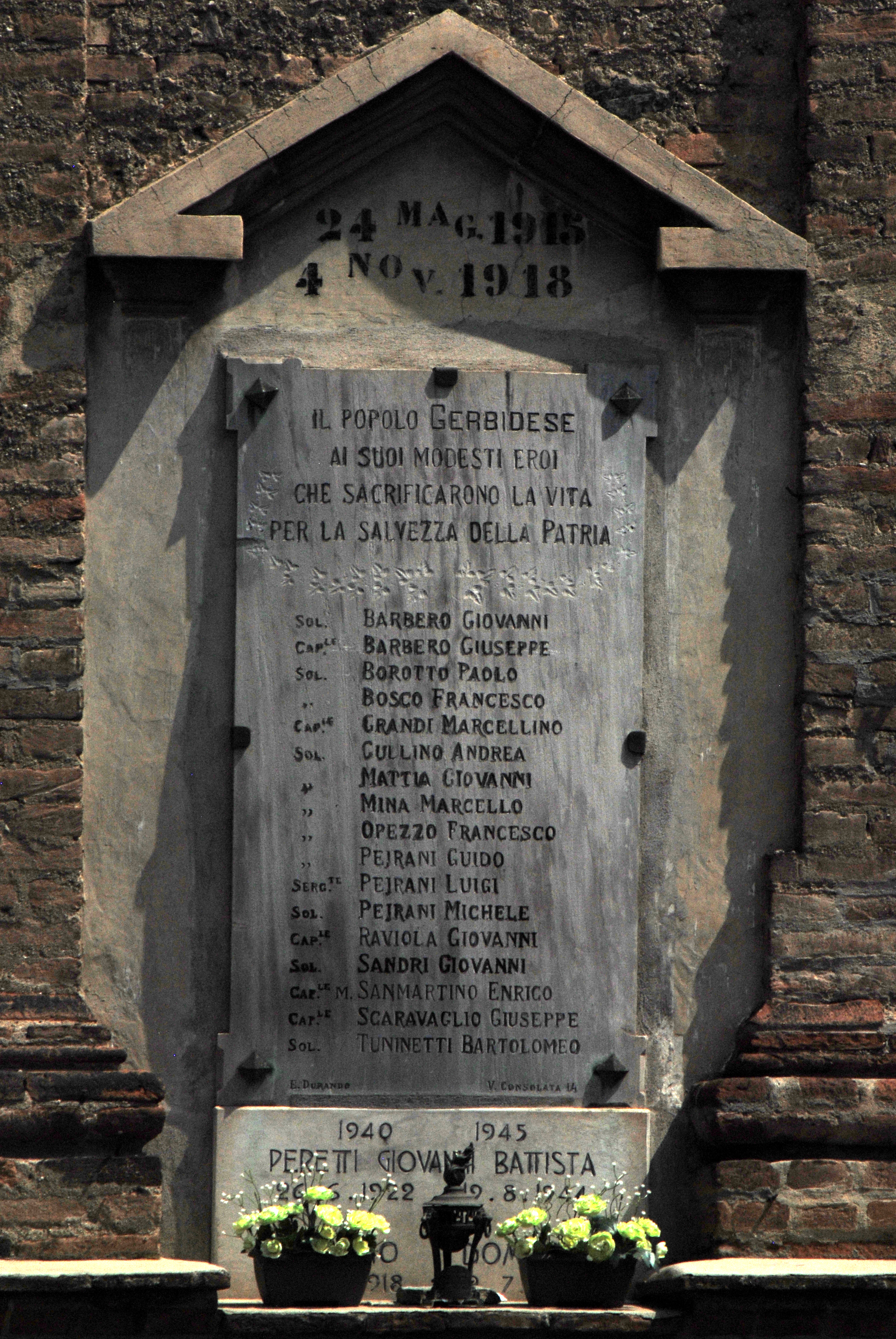
"Il popolo gerbidese ai suoi modesti eroi, che sacrificarono la vita per la salvezza della patria"

Gerbido di Grugliasco ha una sua antica chiesa tuttora esistente, denominata "chiesa parrocchiale dello Spirito Santo" e situata proprio al confine con il comune di Torino, tra Via Moncalieri e Via don Giuseppe Borio. Le origini di una prima cappella risalgono probabilmente alla seconda metà del XVI secolo, sostituita, agli inizi del XVII secolo, da una di maggiori dimensioni, di cui si può ancora notare l'antico campanile. All'incirca della stessa epoca è la facciata, di scuola barocca piemontese, con mattoni a vista, sulla quale è posta una meridiana con la frase in latino "Sic mea vita fugit" ( "Così la mia vita fugge via" ). All'interno della chiesa vi è un pulpito, il cui disegno è attribuito al celebre Filippo Juvarra, più alcune splendide tele, sempre di scuola barocca. Tra il 1984 e il 1987 l'edificio fu ampliato dal lato absidale, per accogliere i fedeli aumentati nel corso degli anni. La festa patronale si celebra la domenica di Pentecoste.

Sulla facciata dell'edificio religioso è inoltre posta un'epigrafe recante i nomi degli abitanti del Gerbido caduti durante la prima guerra mondiale. Su di essa è infatti presente la data indicante la durata del conflitto a partire dall'entrata in guerra del Regno d'Italia, 24 maggio 1915-4 novembre 1918, mentre di seguito vi è una dedica che reca le seguenti parole: "Il Popolo Gerbidese ai suoi modesti eroi che sacrificarono la vita per la salvezza della patria". 
Ancora più in basso vi è un'altra epigrafe in memoria di due uomini del luogo caduti invece durante la seconda guerra mondiale.

### Villa Il Palazzo

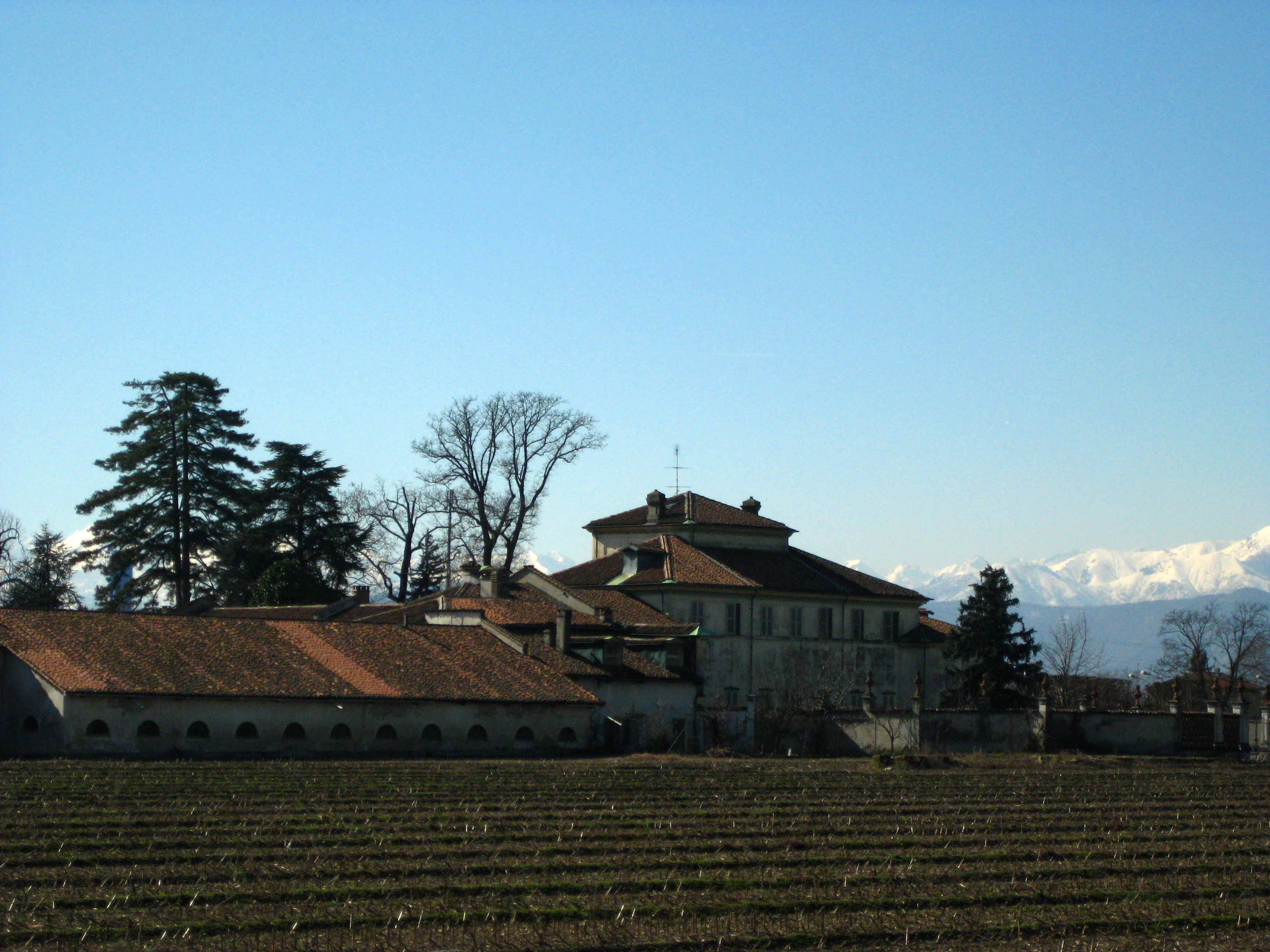
Villa Il Palazzo

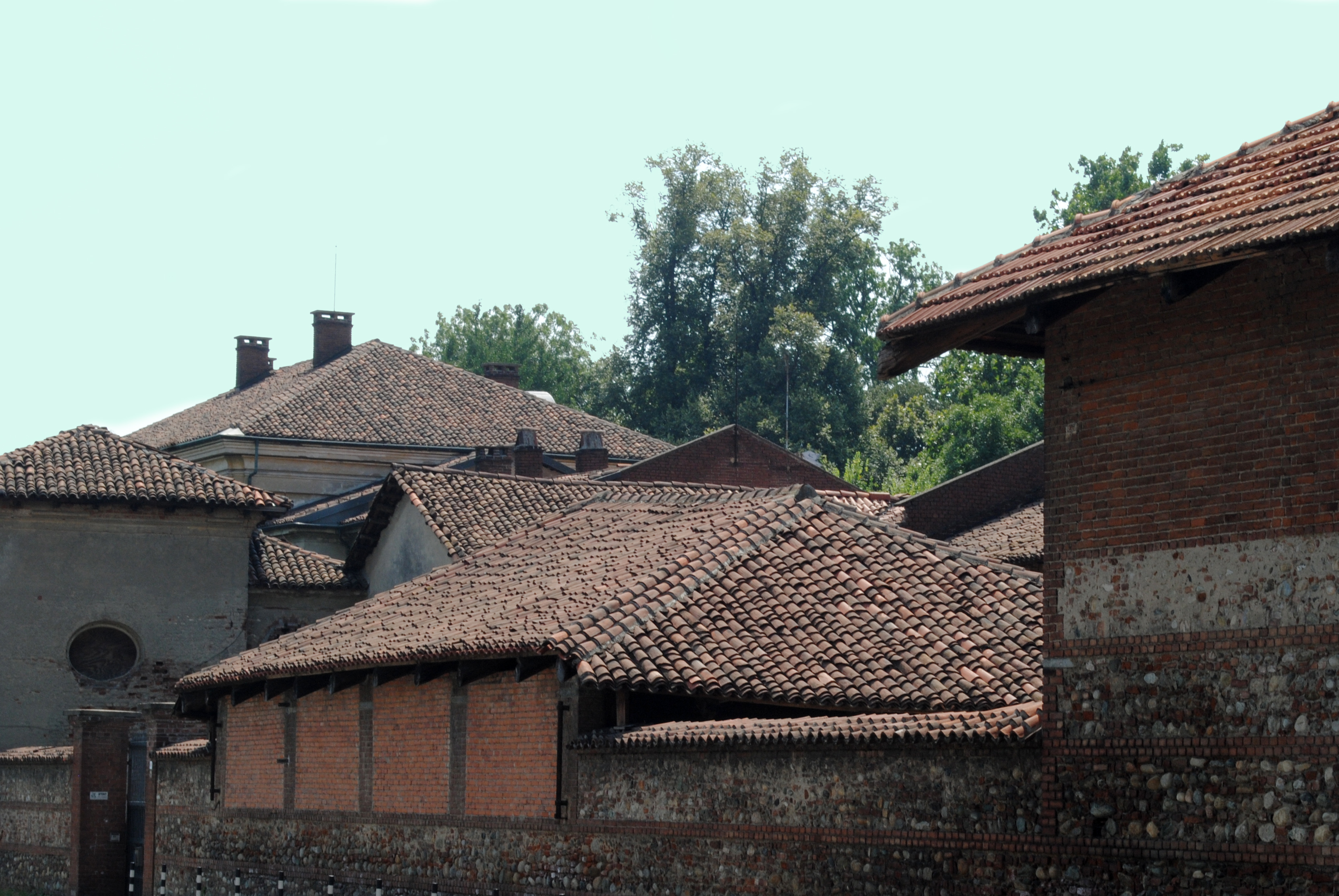
Cascina Villanis-Ceresole

Il Palazzo è un'antica villa con cascinale, il cui muro di cinta dell'adiacente parco costeggia Via Moncalieri, mentre sul retro presenta un giovane viale alberato che si collega con Strada del Barocchio.
Edificata nella seconda metà del XVII secolo e tuttora molto ben conservata, fu una delle residenze dei nobili appartenenti alla famiglia di Filippo San Martino di Agliè.

### Cascina Villanis e Villa Ceresole
Un po' più a ovest, in Strada del Gerbido 36 (continuazione di Via Moncalieri), vi è una grande cascina, i cui allevamenti di bovini, ovini ed equini sono facilmente visibili dal vastissimo campo privato che si affaccia su la parte Ovest di Via Crea. Del complesso storico fanno parte una palazzina, un giardino e una cappella a pianta quadrata di scuola juvarriana, inizialmente di proprietà dei commercianti Villanis (inizi del XVIII secolo), successivamente dalla Famiglia Ceresole (metà del XIX secolo). Anche questa cascina presenta un viale di platani plurisecolari sul lato sud, denominato “La Lea”.

### Cascina e Cappella Mandina

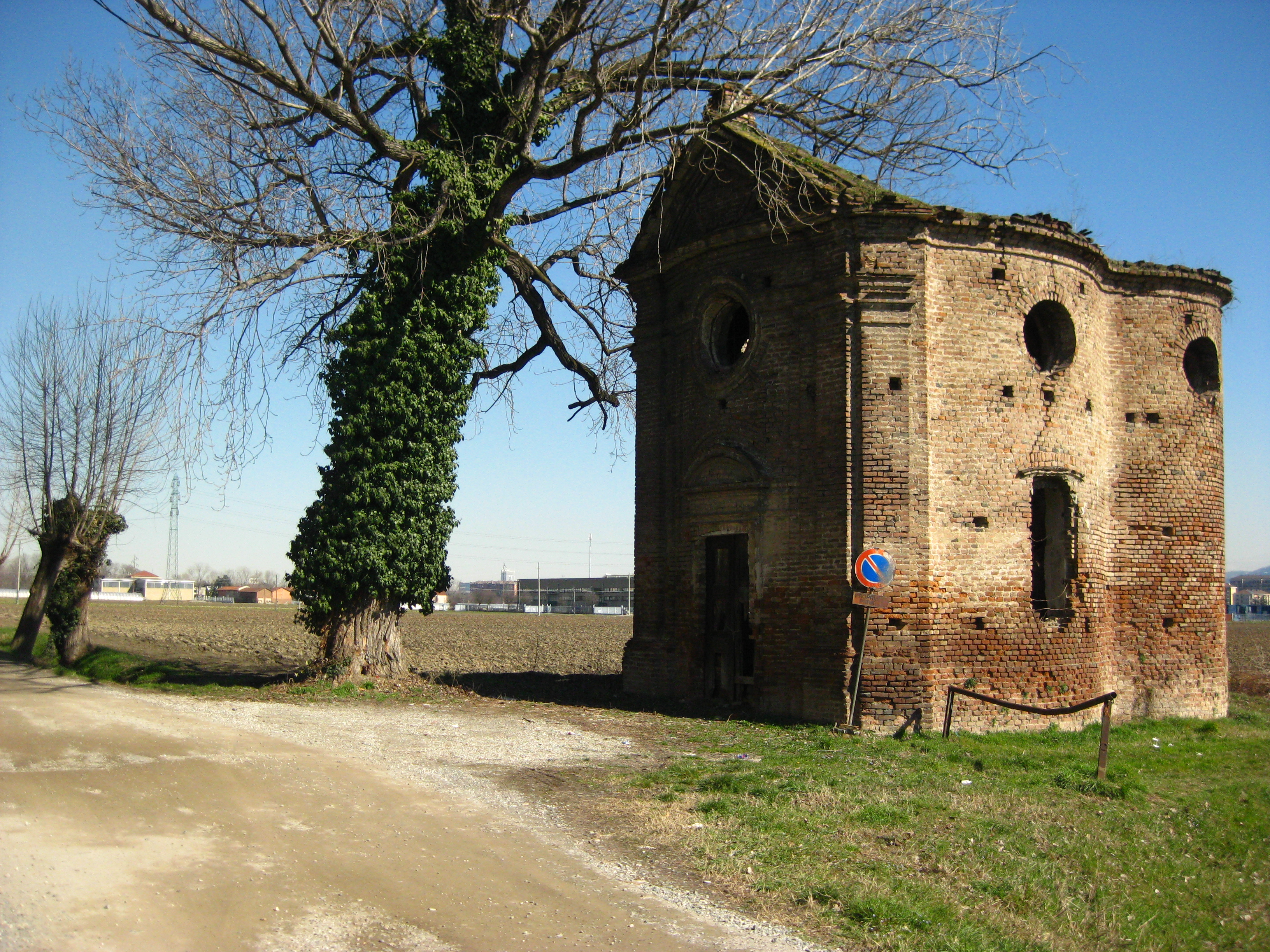
Cappella Mandina

Dispersa nelle campagne di Via Unità d'Italia, una traversa di Strada del Gerbido, si trova la Cappella Mandina, antica e bellissima cappella d'ispirazione barocca. Essa fa parte del cascinale dei Mandina (XVIII secolo), le cui antiche mura sulla parte opposta della strada accompagnano verso l'entrata principale, posta su Via S.Paolo. Il territorio circostante, pur trovandosi all'interno dei confini del Gerbido, può essere considerato come una località a sé (Località Mandina).

### Villa Il Maggiordomo
Immersa tra i vasti campi delle cascine adiacenti, in una zona divisa tra agricoltura e industria, si trova la seicentesca villa Il Maggiordomo, idealmente accessibile da Via Bertone, traversa della più nota Strada del Portone a Grugliasco. Essa è considerabile come il bene architettonico più rilevante della frazione dal punto di vista storico-artistico, ma paradossalmente risulta essere anche il più trascurato.
La villa è appartenuta a Valeriano Napione, maggiordomo alla corte del Principe Emanuele Filiberto di Savoia-Carignano e proprio per le somiglianze architettoniche con il famoso Palazzo Carignano di Torino, molti attribuiscono il progetto della villa al suo celebre architetto: Guarino Guarini, maggior esponente, insieme a Filippo Juvarra, del Barocco Piemontese.
L'area, compresa di una cappella, una cascina e un vasto giardino con viale d'accesso in lecci e pioppi, è attualmente oggetto di massicce operazioni di restauro, con finalità di fruizione del luogo che, dopo anni di incuria e diversi progetti comunali, rimangono ancora incerte.

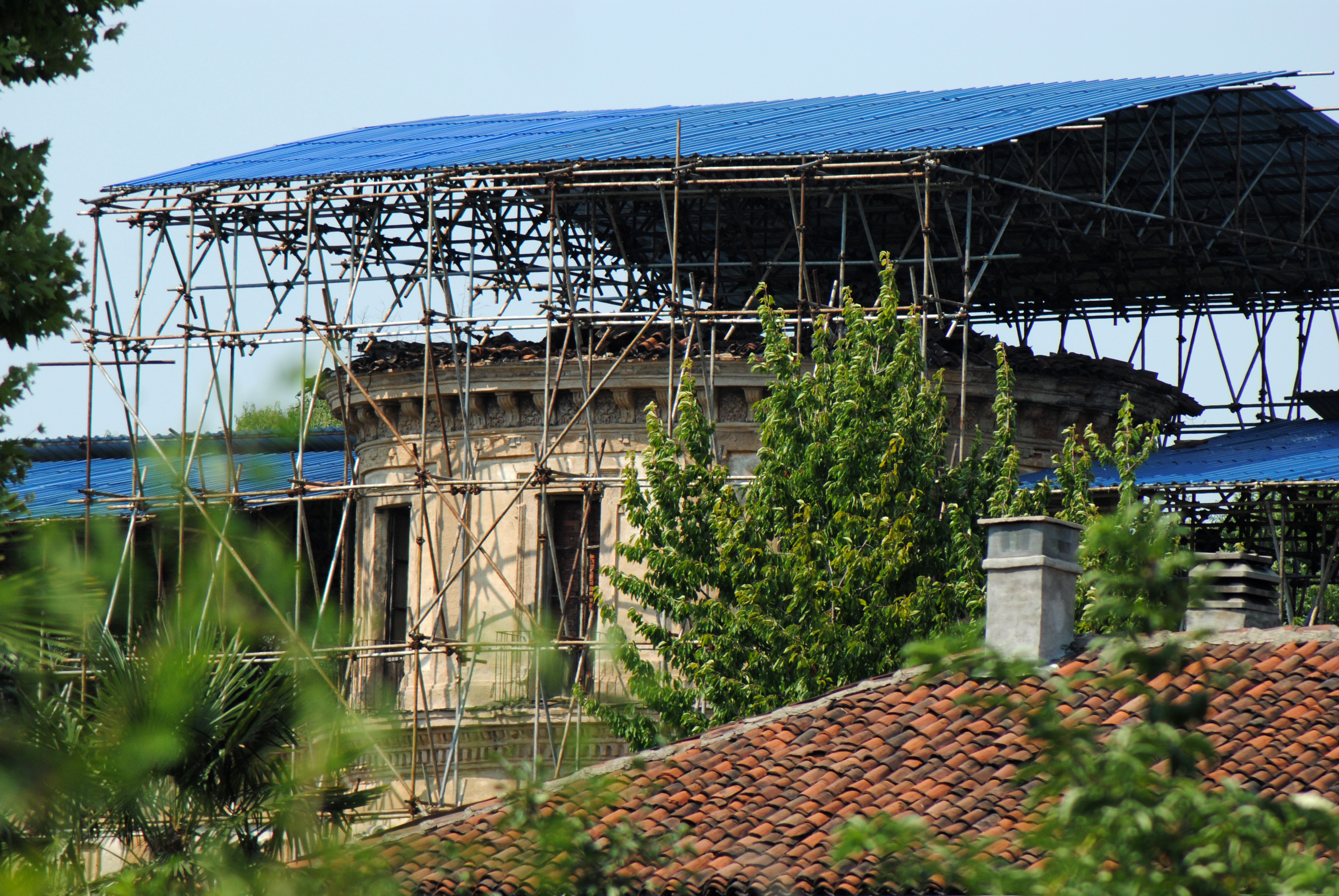
Scorcio di Villa Il Maggiordomo nelle attuali condizioni di ristrutturazione

### Cascina Duc
In Strada del Portone, poco più a est di Villa Il Maggiordomo, è situata l'antica Cascina Duc, di cui si ha notizia a partire dal 1677. Essa prende il nome da quello della contessa Diana Ducco, proprietaria della cascina dal 1690 e proveniente da un'antica famiglia astigiana.

Nell'area è presente una Cappella risalente alla metà del XVIII secolo, che ospita le reliquie di Papa Antero, trasportate da Roma a Giaveno nel 1611 e donate alla famiglia Claretta (Proprietari della cascina dal 1845) nel 1869. Vi è inoltre una particolare struttura ottocentesca a pianta ottagonale, che si sviluppa in altezza su tre piani ed è rivestita di mattoni a vista; essa funge da collegamento tra la cascina e la parte abitativa.

Oggi la Cascina Duc offre servizi turistici e gastronomici, offrendosi come agriturismo, bed and breakfast, agrimacelleria e pastificio, oltre a produrre numerosi prodotti a base di lavanda, di cui vanta un'efficiente coltivazione in loco.

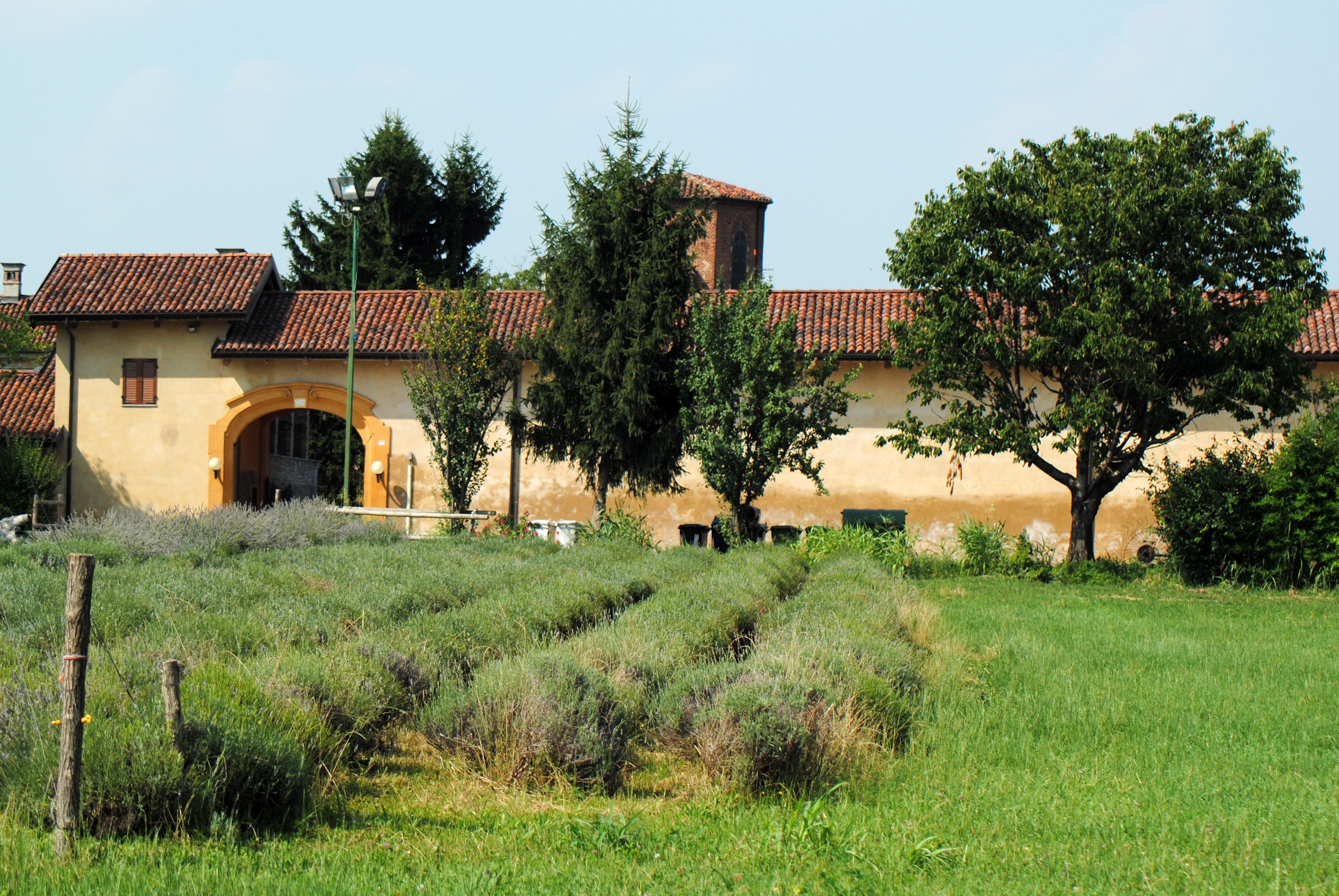
Cascina Duc

### Cascina Il Trotti
Sempre in Strada del Portone, vicino all'incrocio con Corso Orbassano, è situata la Cascina Il Trotti, che prende il nome dall'antica famiglia torinese Trotti, proprietari del luogo dal 1706. vicino all'entrata, tramite cui si accede percorrendo un bellissimo viale alberato, è presente una piccola Cappella Settecentesca, rimaneggiata nel corso del XX secolo. Di fronte al Trotti, dalla parte opposta di Strada del Portone e già dunque in territorio di Torino, è presente l'altrettanto storica Cascina Carassio, unica rimasta di un complesso di tre cascine denominato dal 1820 "Tre tetti Nigra", ma oggi scomparso.

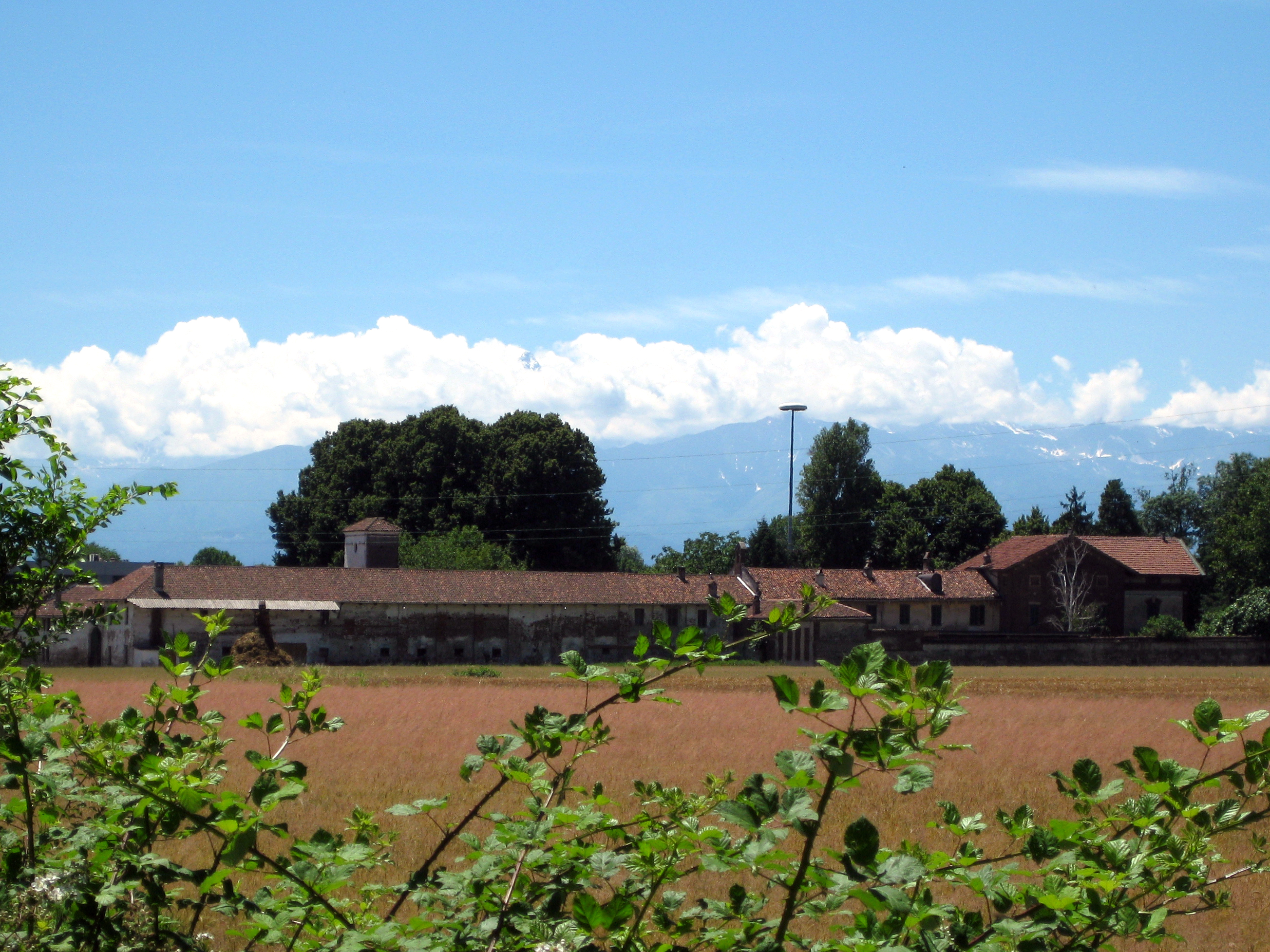
Il Trotti

### Il Barocchio

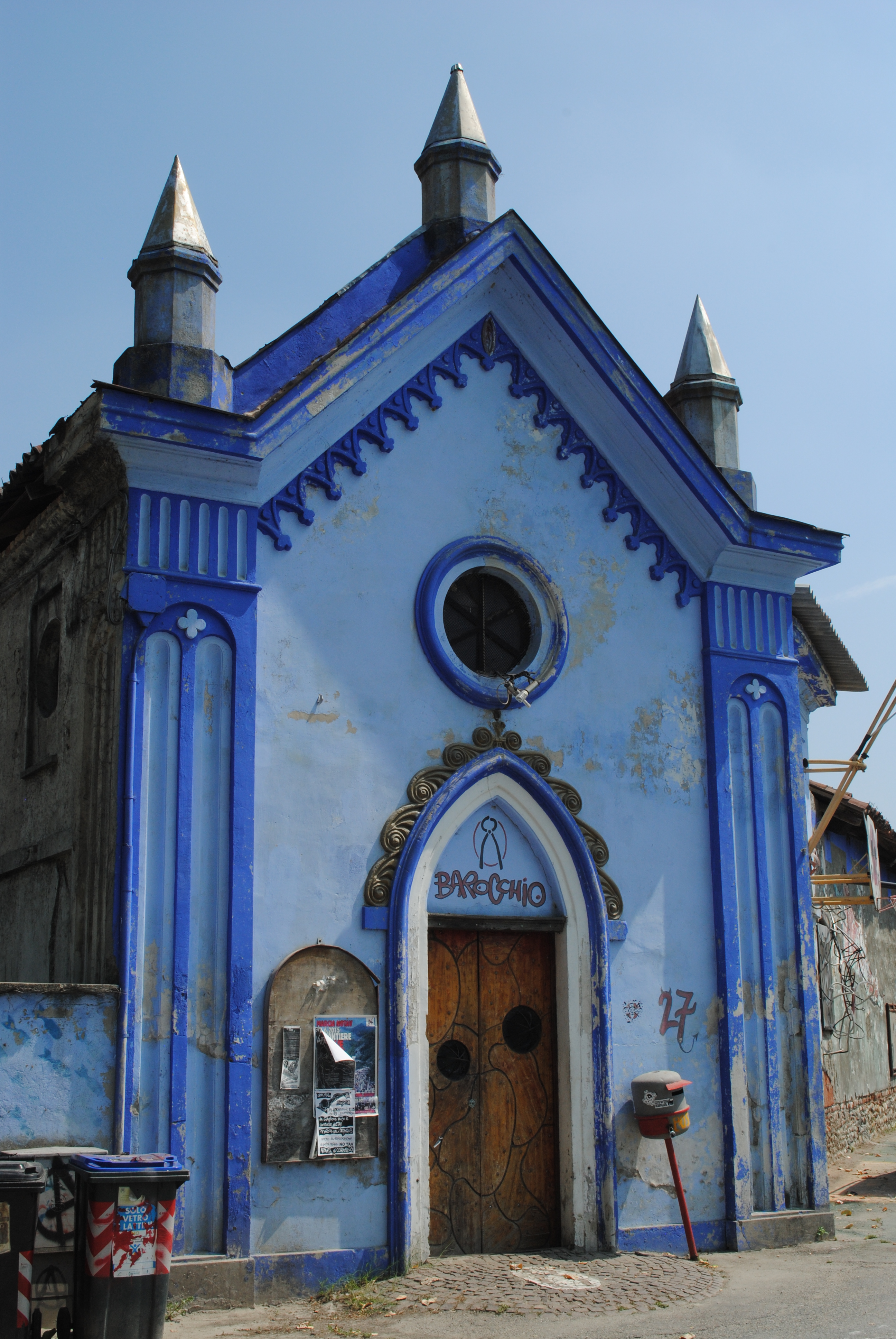
Cappella Del Barocchio

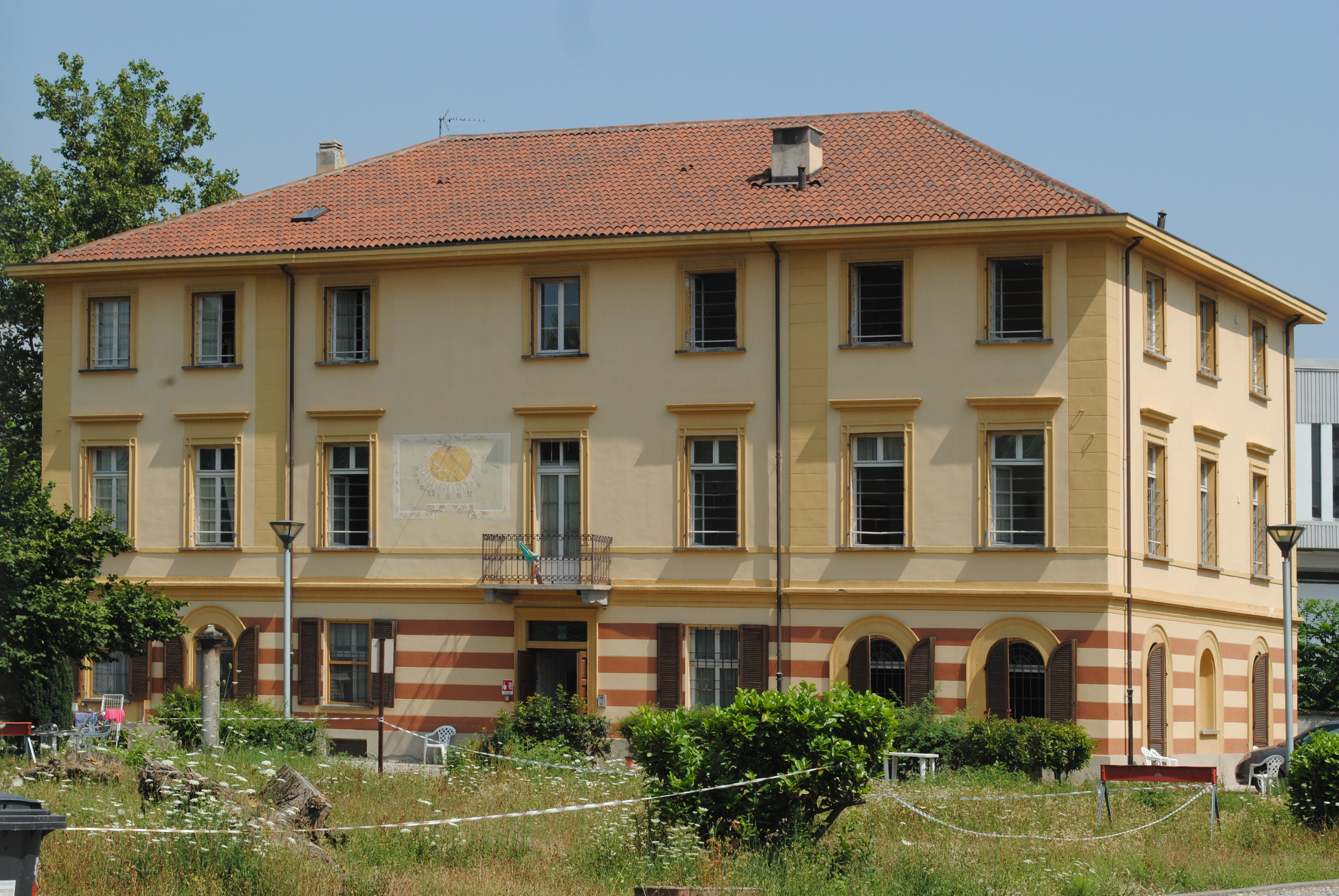
Palazzo Il Barocchio

Associabile al Gerbido è la località del Barocchio, situata nella parte Sud-Ovest dell'incrocio tra Via Crea e Corso Allamano, al confine con Borgata Lesna di Grugliasco e a pochi passi dal centro commerciale Shopville Le Gru.

Attraversando la rurale Strada del Barocchio, si può notare una cappella sconsacrata con facciata in stile neogotico, occupata, insieme al piccolo rustico retrostante, nel 1992 e trasformata nell'attuale casa occupata Barocchio Squat Garden.

Accanto ad essa, vi è la cancellata di ingresso della Villa di cui fa parte, una palazzina del '700 ottimamente conservata e oggi adibita a comunità terapeutica della Azienda sanitaria locale.

L'antica proprietà del complesso storico è attribuibile secondo il Grossi al conte Sclopis Del Borgo e vi faceva parte un grande cascinale a corte chiusa, oggi soppiantato dagli impianti sportivi di proprietà del Cus Torino.

## Cascine scomparse
L'antico territorio agricolo del Gerbido contava numerose cascine, alcune delle quali non hanno lasciato traccia di sé, mentre di altre è presente qualche resto, soffocato dall'urbanizzazione. Per le cascine scomparse possiamo fare ancora una volta riferimento agli scritti di Amedeo Grossi, che cita le cascine Beneficio (cascina della chiesa del Gerbido), La Cascinetta (appartenente all'Ordine Mauriziano e situata dietro la chiesa del Gerbido) L'Annunziata (nei pressi del Barocchio), L'Anselmetti (di cui rimane la cappella in Via Paolo Gaidano) e le cascine Bianco, Tomasina e San Paolo (nell'attuale Via Veglia; dell'ultima rimane un pilone votivo) .

A sopravvivere parzialmente sono invece Il Blan, con un piccolo rustico situato in Via Volta 16 (poco visibile a causa delle costruzioni moderne che l'accerchiano) e La Cittadella, in Via Unità d'Italia, poco dopo l'incrocio con Strada Del Gerbido. Infine, all'estremità Sud di Via Crea , vi sono i resti di un cascinale di più grosse dimensioni, che sembrano rispondere, secondo il Catasto Rabbini del 1859, al nome di Cascina Nigra, oggi utilizzata come carrozzeria.

## Parchi e infrastrutture
Nella zona più moderna e urbanizzata del Gerbido, quella confinante con Mirafiori Nord, è presente un complesso scolastico formato dalla Scuola primaria Francesco Baracca e dalla Scuola dell'infanzia Carlo Casalegno.

Questa zona vanta inoltre un buon numero di aree verdi e giardini pubblici, tra i quali il più vasto è senz'altro il "Giardino Kimberley", che ospita, grazie all'organizzazione del Centro ricreativo Kimberly House, alcuni eventi annuali dedicati agli abitanti del luogo. Di dimensioni ancora maggiori è il Giardino Don Filippo Rinaldi (comunemente chiamato Palatucci), situato però immediatamente oltre al confine torinese e appartenente dunque alla zona di Città Giardino.

Quasi tutto il Gerbido è attraversato da un'efficiente rete di piste ciclabili, dall'anno 2000 in continua espansione e grazie alle quali è possibile accedere ai confinanti quartieri torinesi ed alle adiacenti località e borgate di Grugliasco.

## Trasporti pubblici
Il Gerbido è servito da tre linee di autobus: la 55, 44 e 74. 
La linea 55 fa capolinea nella piazza della frazione, in Via Don Borio (unica fermata suburbana), attraversando i quartieri torinesi Mirafiori Nord, Santa Rita, Borgo San Paolo, Cenisia, Cit Turin e Centro storico arrivando fino a Borgo Vanchiglia / Vanchiglietta.

La linea 44, quasi totalmente suburbana, parte invece da Mirafiori Nord, per attraversare il comune di Grugliasco e quello di Collegno, fino al confine con Pianezza.
In Via Don Borio è inoltre presente la stazione n.301 di un servizio di Bike sharing, TOBike, con 9 postazioni disponibili.
La linea 74 fa capolinea in Via Gorini e collega Gerbido con gli ospedali in Via Ventimiglia passando per la Stazione di Torino Lingotto.

## Progetti futuri

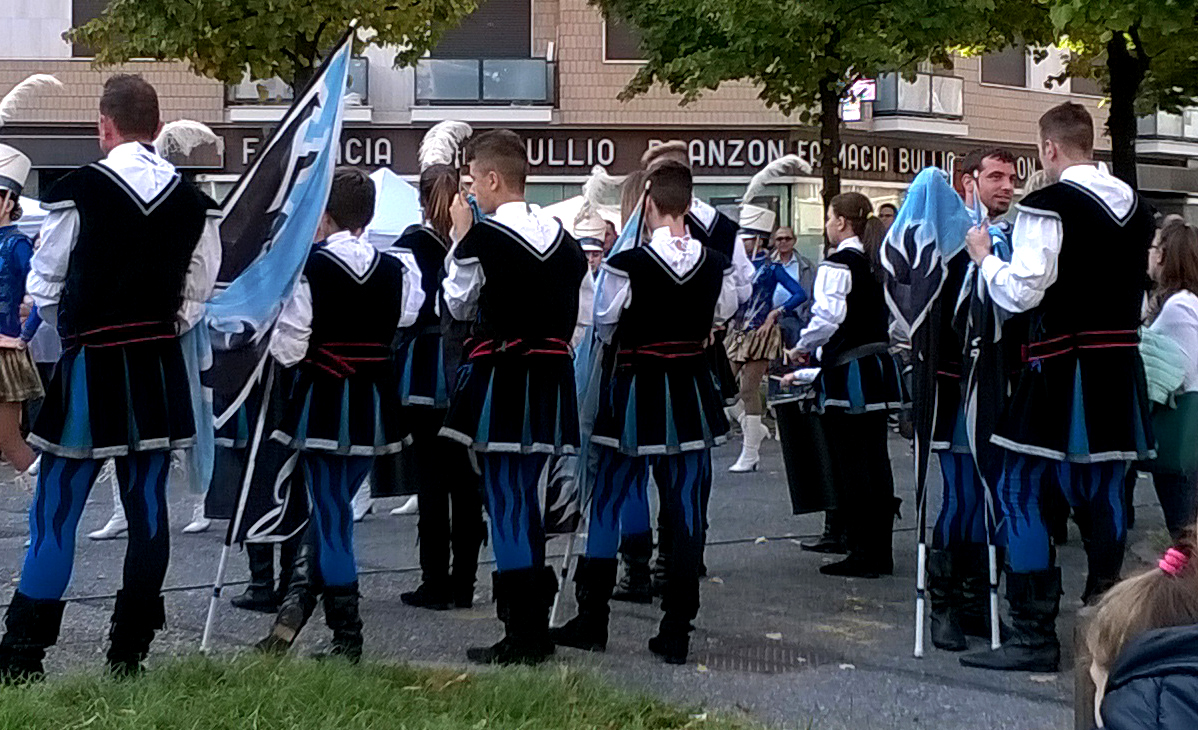
Musici e sbandieratori del Gerbido in attesa di esibirsi durante una festa della Circoscrizione 3.

Secondo il Piano Regolatore del Comune di Grugliasco, gli interventi programmati per la Borgata Gerbido sono: realizzazione di una piazza quale luogo di aggregazione e riconoscimento della comunità, riqualificazione di aree degradate e acquisizione di nuovi spazi verdi dedicati allo sport, ampliamento dei percorsi ciclabili, alleggerimento del traffico stradale gravante su Via Moncalieri tramite la realizzazione di una nuova viabilità, restauro della Cappella Mandina e riqualificazione della zona circostante, ristrutturazione di Villa Il Maggiordomo e riprogettazione dell'area.

## Il Palio della gru
Il Gerbido partecipa, insieme alle altre borgate della città di Grugliasco, al Palio della gru e i suoi colori sono il turchese e il nero.
La prima vittoria della squadra gerbidese è stata nell'edizione del 2009, replicando nel 2014 con il secondo titolo.